# Registerprobe
Eine Registerprobe, Stimmprobe oder Satzprobe ist eine Probe, bei der ein Ensemble nach Instrumenten oder Instrumentengruppen aufgeteilt ist. Die Aufteilung dient dazu, auf musikalische Feinheiten besser eingehen zu können, was in der Tuttiprobe weniger möglich ist.
Während bei der Registerprobe eines Sinfonieorchesters die Streicher wegen ihrer großen Anzahl (oft zwölf erste und zehn zweite Geigen) meist nach Instrumenten aufgeteilt werden (Violinen, Bratschen, Violoncelli und Kontrabässe), werden die übrigen Instrumente, vor allem wenn sie eher spärlich besetzt sind (zum Beispiel spielen in einem klassischen Symphonieorchester meist nur zwei Klarinetten), nach Instrumentengruppen aufgeteilt wie Holzbläser oder Blechbläser. Ebenfalls üblich ist das Streichertutti, bei dem nur die Streicher proben, oder das Bläsertutti.
So können die vielen Stimmen eines Orchesters Stück für Stück zusammengesetzt werden.
Registerproben werden nicht vom Dirigenten (der ja dann mehrere Proben gleichzeitig leiten müsste), sondern von Assistenten oder den Musikern selbst (vom Stimmführer oder Registerführer) geleitet. Erst bei der Tuttiprobe übernimmt der Dirigent die Probenarbeit.
Im Chorbereich ist eher der Begriff Stimmprobe üblich, der im Prinzip aber dasselbe bezeichnet. Anstatt einer Tuttiprobe mit allen (meist vier) Stimmgruppen, proben diese einzeln, zum Beispiel nur die Tenöre. Ob diese Stimmproben vom Chorleiter selbst oder von zusätzlichen Dozenten geleitet werden, wird unterschiedlich gehandhabt.